# カール・マンハイム
カール・マンハイム（ドイツ語: Karl Mannheim、ハンガリー語: Manheim Károly、1893年3月27日 – 1947年1月9日）は、ハンガリーのユダヤ人社会学者で知識社会学の提唱者。

## 経歴
1893年、ブダペストに、ハンガリー出身の父とドイツ出身の母のもとに生まれた。ブダペストとフライブルクで学び、1914年にベルリンでゲオルク・ジンメルの教えを受けた。その後さらにパリとハイデルベルクでも学び、1918年に博士号を得た。翌1919年にドイツに移住し、1922年から1925年までアルフレート・ヴェーバーのもとで働いた後、1926年にハイデルベルクで私講師に、1929年にフランクフルト大学社会学科正教授に就任。1933年にアドルフ・ヒトラーが政権をとったためイギリスに亡命し、ロンドン大学講師を経て、1946年にロンドン大学教育学部の主任教授となる。1947年にロンドンで没。

## 思想・影響

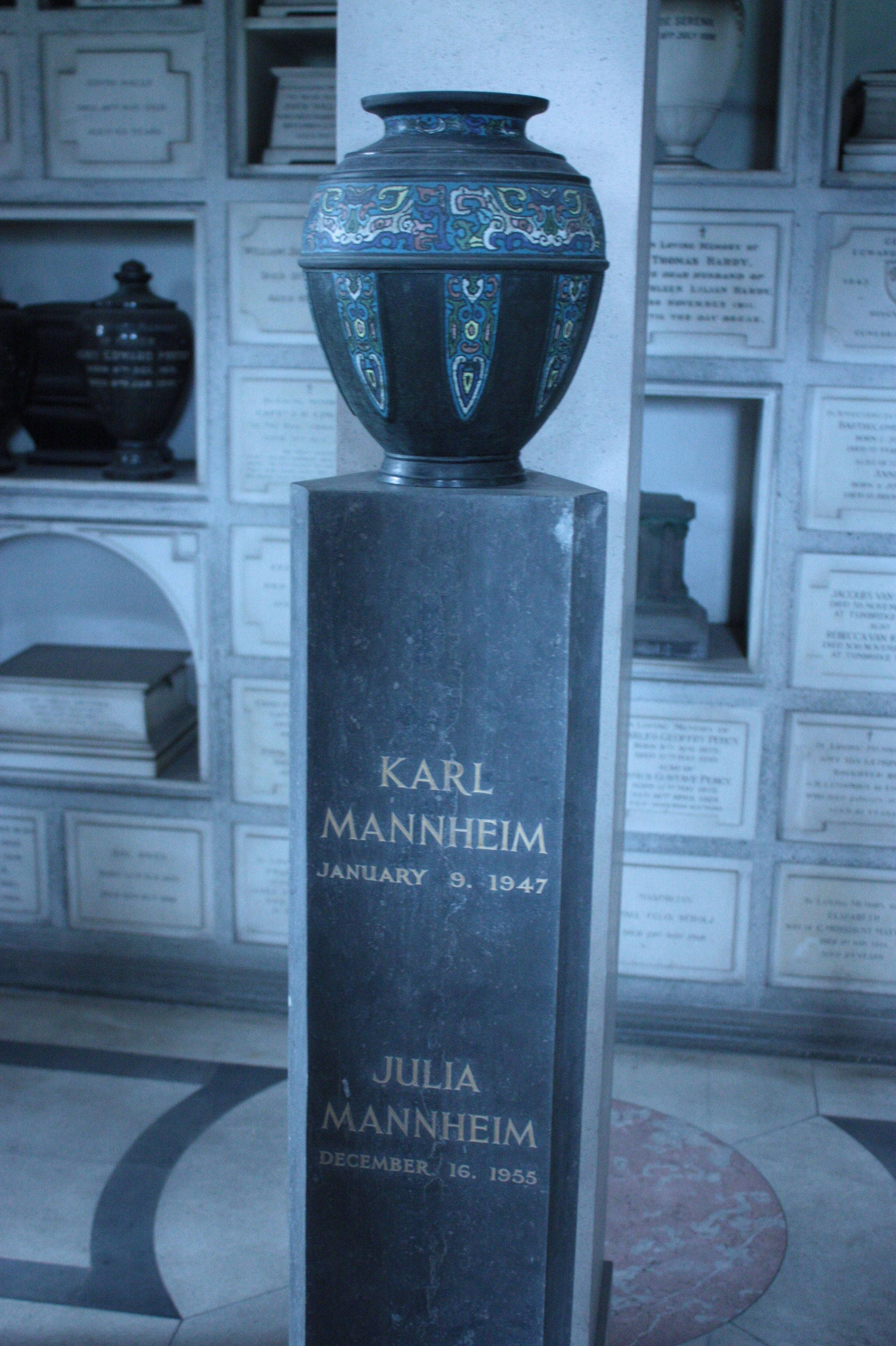
カール・マンハイムの墓

マルクスがイデオロギー概念を支配階級の虚偽意識であると規定したのに対して、彼は、どんな思想もその立場や時間に拘束されているという思想の存在被拘束性を指摘し、知識社会学を構想した。思想の存在被拘束性を乗り越え真理に近づくためには、全体的視野から相関や歴史を見ようと立場を自由に浮動する知識人（自由に浮動するインテリゲンチャ）になるべきだとした。大衆社会の危険性について論じた『変革期における人間と社会』は、後のエーリヒ・フロムなどの大衆社会論の流れに大きな影響を与えた。日本では丸山眞男がマンハイムから大きな影響を受けているが、丸山はそれをスターリンの『レーニン主義の基礎』の代替として活用している。

## 著書
- Ideologie und Utopie. Bonn, 1929 
  - 鈴木二郎訳『イデオロギーとユートピア』未來社、1968年、新版2007年
  - 高橋徹・徳永恂訳『イデオロギーとユートピア』中公クラシックス（改訂新版）、2006年
- Mensch und Gesellschaft im Zeitalter des Umbaus. Leiden, 1935
  - 福武直訳『変革期における人間と社会』みすず書房、1962年
- Diagnosis of our Time. London, 1943 
  - 青井和夫訳『現代の診断』みすず書房、1954年
- Freedom, Power and Democratic Planning. London, 1951 
  - 池田秀男訳『自由・権力・民主的計画』未來社、1971年、新版2000年

### 日本語訳
- 『歴史主義・保守主義』森博訳、恒星社厚生閣、1969年
  - 『保守主義的思考』森博訳、ちくま学芸文庫、1997年
- 『文化社会学草稿　思考の構造』沢井敦訳、学文社、1995年。遺稿集
- 『青年期マンハイムとその作品』秋元律郎監訳、梓出版社、1995年

下記は『マンハイム全集』全6巻（樺俊雄監訳、潮出版社）
- 第1巻『初期論文集』[1]
  - 樺俊雄訳「魂と文化―フェレンツ・ライトナー追悼のために」
  - 大河内了義訳「ルカーチ『小説の理論』批評」
  - 森良文訳「世界観解釈の理論への寄与」
  - 大河内了義訳「科学分類の問題」
  - 朝倉恵俊訳「認識論の構造分析」
  - 稲上毅訳「歴史主義」
- 第2巻『知識社会学』[2]
  - 樺俊雄訳「知識の社会学の問題」
  - 陸井四郎訳「精神的形象のイデオロギー的解釈と社会学的解釈」
  - 田野崎昭夫訳「精神的領域における競争の意義」
  - 陸井四郎訳「経済的成功志向の本質と意義-経済社会学への寄与」
  - 樺俊雄訳「知識社会学」
- 第3巻『社会学の課題』[3]
  - 石川康子訳「保守的思考」
  - 鈴木広訳「世代の問題」
  - 川崎嘉元訳「ドイツにおける社会学の問題論」
  - 朝倉恵俊訳「社会学の現代的課題」
- 第4巻 樺俊雄訳『イデオロギーとユートピア』[4]
- 第5巻『変革期における人間と社会』[5]
  - 杉之原寿一訳「変革期における人間と社会」
  - 長谷川善計訳「現代の診断-一社会学者の戦時評論」
- 第6巻 田野崎昭夫訳『自由・権力・民主的計画』[6]

## 参考
1. ↑  潮出版社『マンハイム全集1』内容紹介
2. ↑  潮出版社『マンハイム全集2』内容紹介
3. ↑  潮出版社『マンハイム全集3』内容紹介
4. ↑  潮出版社『マンハイム全集4』内容紹介
5. ↑  潮出版社『マンハイム全集5』内容紹介
6. ↑  潮出版社『マンハイム全集6』内容紹介